# Скотт (антарктична станція)

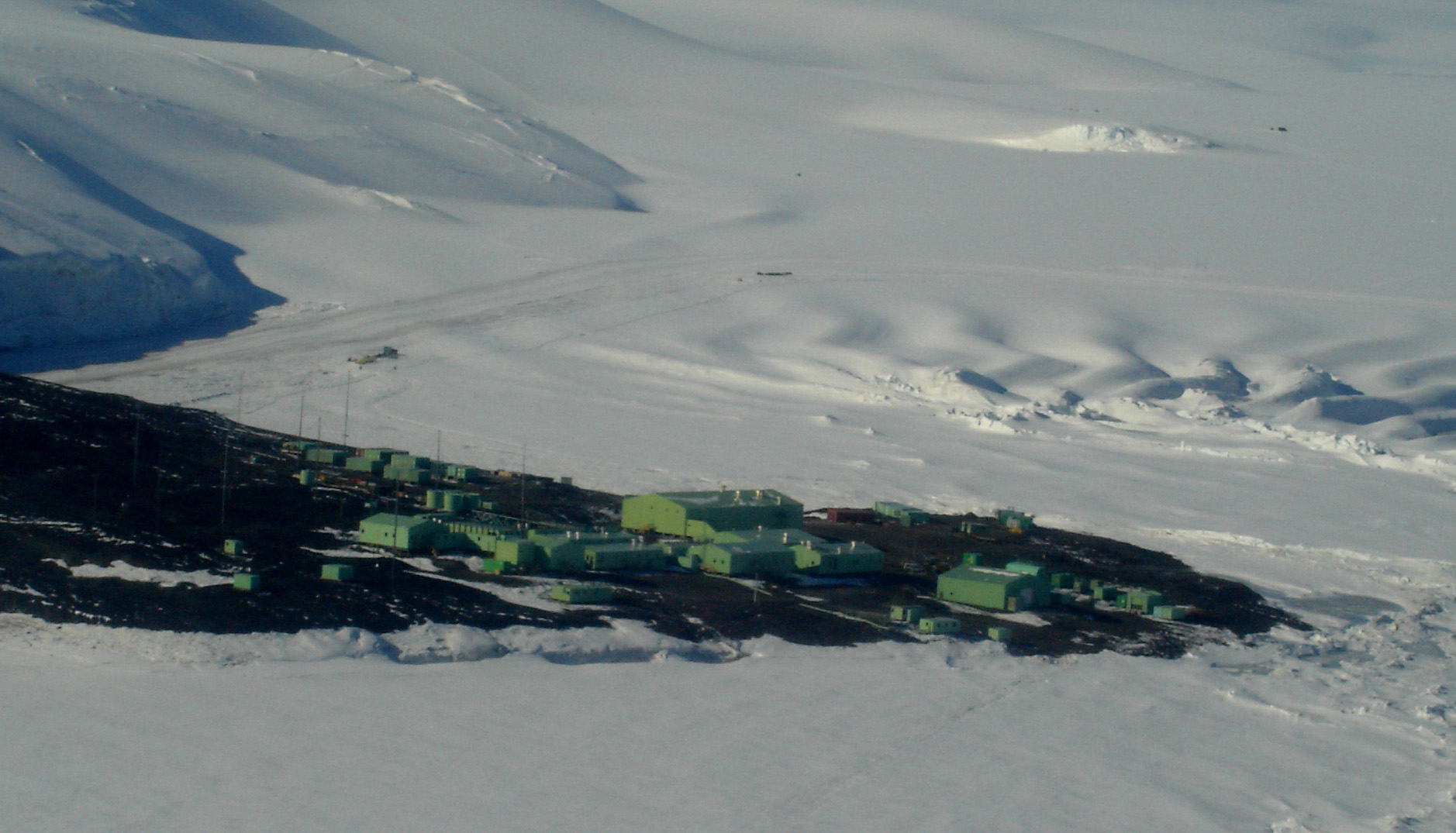
Новозеландська антарктична станція Скотт-Бейс

Скотт-Бейс (англ. Scott Base) - новозеландська цілорічна антарктична наукова станція, розташована на острові Росс, в безпосередній близькості від вулкана Еребус, на території Росса. Станція розташована за 3 км від станції Мак-Мердо (США) і за 1353 км від Південного полюса. Станція знаходиться під управлінням Новозеландського інституту Антарктики (New Zealand Antarctic Institute). Станція отримала свою назву на честь увічнення пам'яті  Роберта Скотта - британського дослідника і мандрівника, який організував дві експедиції в Антарктиду.

## Історія
Рішення про будівництво власної антарктичній станції для підтримки проведення міжнародної транс-антарктичної експедиції в рамках наукових програм Міжнародного геофізичного року було прийнято урядом Нової Зеландії в 1956 році. Будівництво станції почалося в січні 1957 року і вже 20 січня того ж року відбулося офіційне відкриття станції. На момент створення станція являла собою комплекс з шести будівель, з'єднаних критими переходами. З 1962 року станція була переведена на цілорічний режим роботи. В 1976 - 1977 роках на станції була проведена велика реконструкція і частина оригінальних будівель була замінена на нові. У 2005 році на станції було зведено найбільшу за її історію будівлю площею 1800 м².

## Сучасний стан
На початок ХХІ сторіччя станція здатна цілий рік приймати до 15 осіб, а в літній час забезпечувати проживання до 85 чоловік. Максимальна кількість людей на станції було в січні 1999 року - 112, а мінімальне під час зимівлі 2000 року - 9. За час існування станцію відвідало близько 10 000 чоловік.
Станція обладнана для проведення метеоролігічних, геофізичних, гляціологічних, океанологічних і біологічних спостережень і досліджень. База також активно використовується як міжнародний маршрутний центр для досліджень прилеглих територій.
Станція оснащена злітно-посадковою смугою, постійна дорога пов'язує її зі станцією Мак-Мердо.
У 2010 році побудована вітряна елетростанція з продуктивністю близько 1 МВт електроенергії на годину .

### Клімат
| Клімат (1981−2010)         | Клімат (1981−2010) | Клімат (1981−2010) | Клімат (1981−2010) | Клімат (1981−2010) | Клімат (1981−2010) | Клімат (1981−2010) | Клімат (1981−2010) | Клімат (1981−2010) | Клімат (1981−2010) | Клімат (1981−2010) | Клімат (1981−2010) | Клімат (1981−2010) | Клімат (1981−2010) |
| Показник                   | Січ.               | Лют.               | Бер.               | Квіт.              | Трав.              | Черв.              | Лип.               | Серп.              | Вер.               | Жовт.              | Лист.              | Груд.              | Рік                |
| Середній максимум, °C      | −1,2               | −8                 | −15,9              | −18,7              | −20                | −20,1              | −22,5              | −23,4              | −21,3              | −15,6              | −7,2               | −1,2               | −14,6              |
| Середня температура, °C    | −4,5               | −11,6              | −20,6              | −24,2              | −25,7              | −26                | −28,7              | −30                | −27,6              | −20,8              | −11,3              | −4,5               | −19,6              |
| Середній мінімум, °C       | −7,9               | −15,3              | −25,3              | −29,7              | −31,4              | −31,9              | −34,9              | −36,6              | −34                | −26                | −15,3              | −7,9               | −24,7              |
| -------------------------- | ------------------ | ------------------ | ------------------ | ------------------ | ------------------ | ------------------ | ------------------ | ------------------ | ------------------ | ------------------ | ------------------ | ------------------ | ------------------ |
| Джерело: NIWA Climate Data |                    |                    |                    |                    |                    |                    |                    |                    |                    |                    |                    |                    |                    |